# Podnoszenie ciężarów na Letnich Igrzyskach Olimpijskich 2004 – waga kogucia mężczyzn
Rywalizacja w wadze do 56 kg mężczyzn w podnoszeniu ciężarów na Letnich Igrzyskach Olimpijskich 2004 odbyła się 15 sierpnia Hali Olimpijskiej Nikea. W rywalizacji wystartowało 17 zawodników z 14 krajów. Tytuł sprzed czterech lat obronił Turek Halil Mutlu. Srebrny medal wywalczył Chińczyk Wu Meijin, a trzecie miejsce zajął kolejny Turek - Sedat Artuç.

## Wyniki
| Pozycja | Zawodnik             | Reprezentacja   | Grupa | Waga  | Rwanie | Rwanie | Rwanie | Podrzut | Podrzut | Podrzut | Wynik |
| Pozycja | Zawodnik             | Reprezentacja   | Grupa | Waga  | 1      | 2      | 3      | 1       | 2       | 3       | Wynik |
| ------- | -------------------- | --------------- | ----- | ----- | ------ | ------ | ------ | ------- | ------- | ------- | ----- |
| 1. !    | Halil Mutlu          | Turcja          | A     | 55,93 | 130,0  | 135,0  | 140,0  | 160,0   | 165,0   | 168,5   | 295,0 |
| 2. !    | Wu Meijin            | Chiny           | A     | 55,69 | 125,0  | 130,0  | 130,0  | 157,5   | 165,0   | 165,0   | 287,5 |
| 3. !    | Sedat Artuç          | Turcja          | A     | 55,36 | 125,0  | 127,5  | 127,5  | 150,0   | 155,0   | 155,0   | 280,0 |
| 4       | Witalij Dzierbianiou | Białoruś        | A     | 55,85 | 120,0  | 125,0  | 127,5  | 145,0   | 152,5   | 152,5   | 280,0 |
| 5       | Óscar Figueroa       | Kolumbia        | B     | 55,93 | 120,0  | 125,0  | 127,5  | 145,0   | 150,0   | 155,0   | 280,0 |
| 6       | Adrian Jigău         | Rumunia         | A     | 55,79 | 120,0  | 120,0  | 125,0  | 150,0   | 152,5   | 155,0   | 275,0 |
| 7       | László Tancsics      | Węgry           | A     | 55,45 | 117,5  | 117,5  | 122,5  | 145,0   | 145,0   | 150,0   | 272,5 |
| 8       | Jadi Setiadi         | Indonezja       | A     | 53,86 | 117,5  | 117,5  | 122,5  | 145,0   | 150,0   | 155,0   | 262,5 |
| 9       | Nelson Castro        | Kolumbia        | B     | 55,71 | 112,5  | 117,5  | 120,0  | 140,0   | 145,0   | 150,0   | 262,5 |
| 10      | Mohammed Abdul-Monem | Irak            | B     | 55,97 | 120,0  | 130,0  | 130,0  | 135,0   | 140,0   | 140,0   | 255,0 |
| 11      | Ahmed Saad           | Egipt           | B     | 55,92 | 97,5   | 102,5  | 105,0  | 120,0   | 127,5   | 130,0   | 232,5 |
| —       | Mohd Faizal Baharom  | Malezja         | B     | 55,47 | 110,0  | 115,0  | 115,0  | 132,5   | 132,5   | 132,5   | —     |
| —       | Nafaa Benami         | Algieria        | B     | 55,40 | 105,0  | 110,0  | 110,0  | 130,0   | —       | —       | —     |
| —       | Masaharu Yamada      | Japonia         | B     | 55,76 | 102,5  | 102,5  | 102,5  | —       | —       | —       | —     |
| —       | Yang Chin-yi         | Chińskie Tajpej | A     | 55,50 | 120,0  | 120,0  | 120,0  | —       | —       | —       | —     |
| —       | Wang Shin-yuan       | Chińskie Tajpej | A     | 55,30 | 125,0  | 125,0  | 127,5  | —       | —       | —       | —     |
| —       | Éric Bonnel          | Francja         | B     | 55,78 | 112,5  | 112,5  | 112,5  | —       | —       | —       | —     |